# 圣伯多禄圣殿 (那不勒斯)
40°51′05″N 14°16′00″E / 40.851317°N 14.266723°E

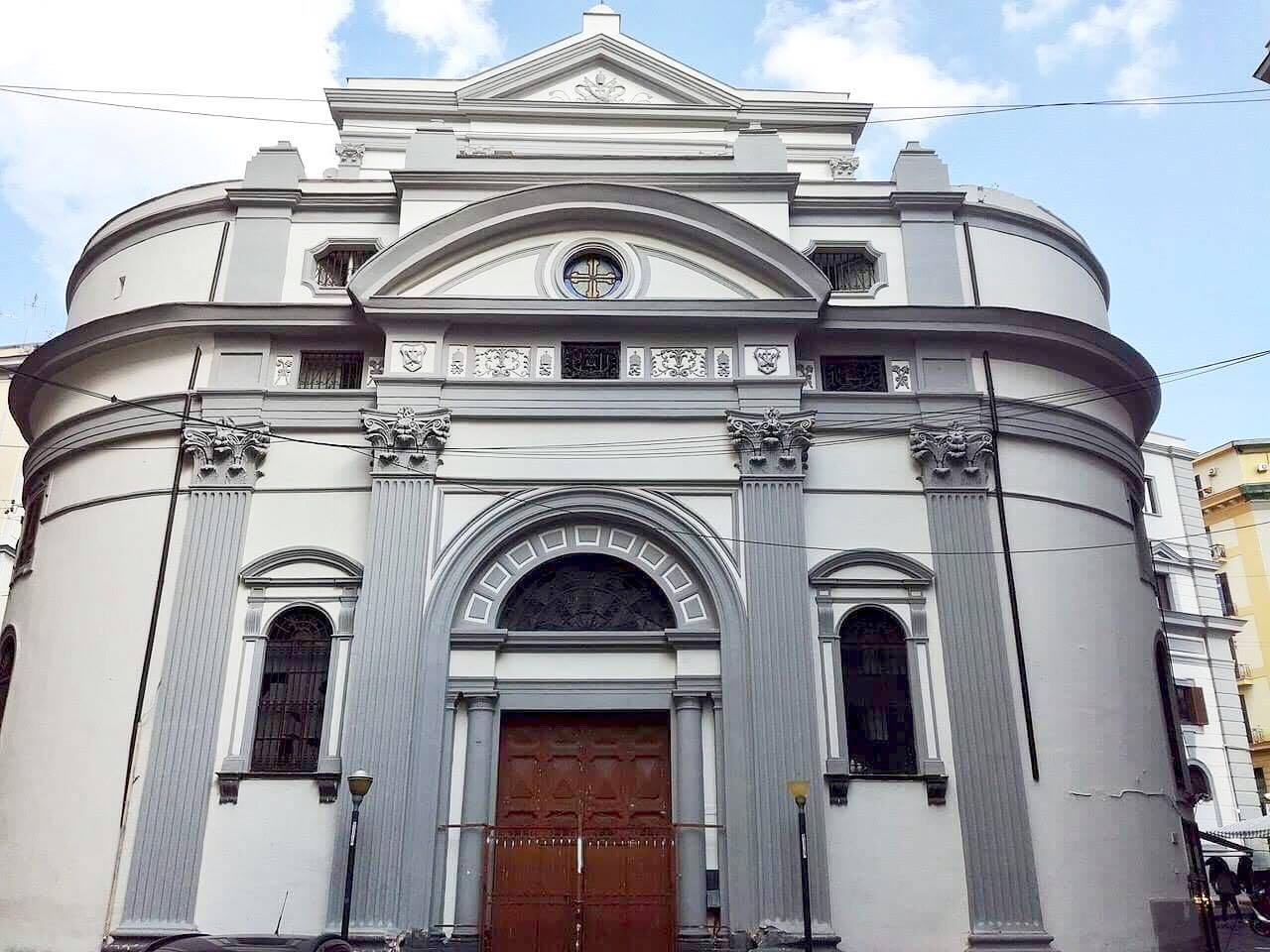

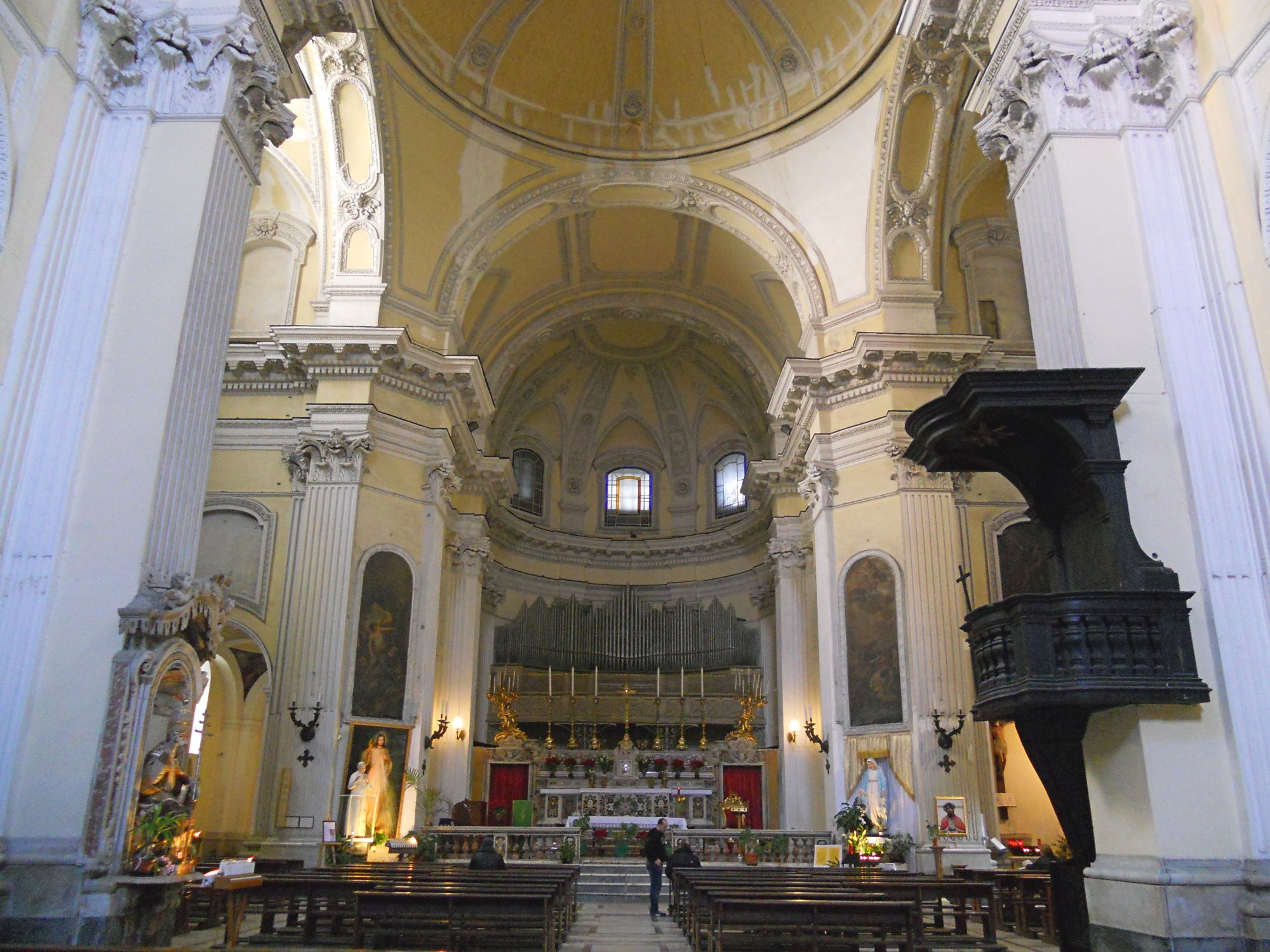
La navata

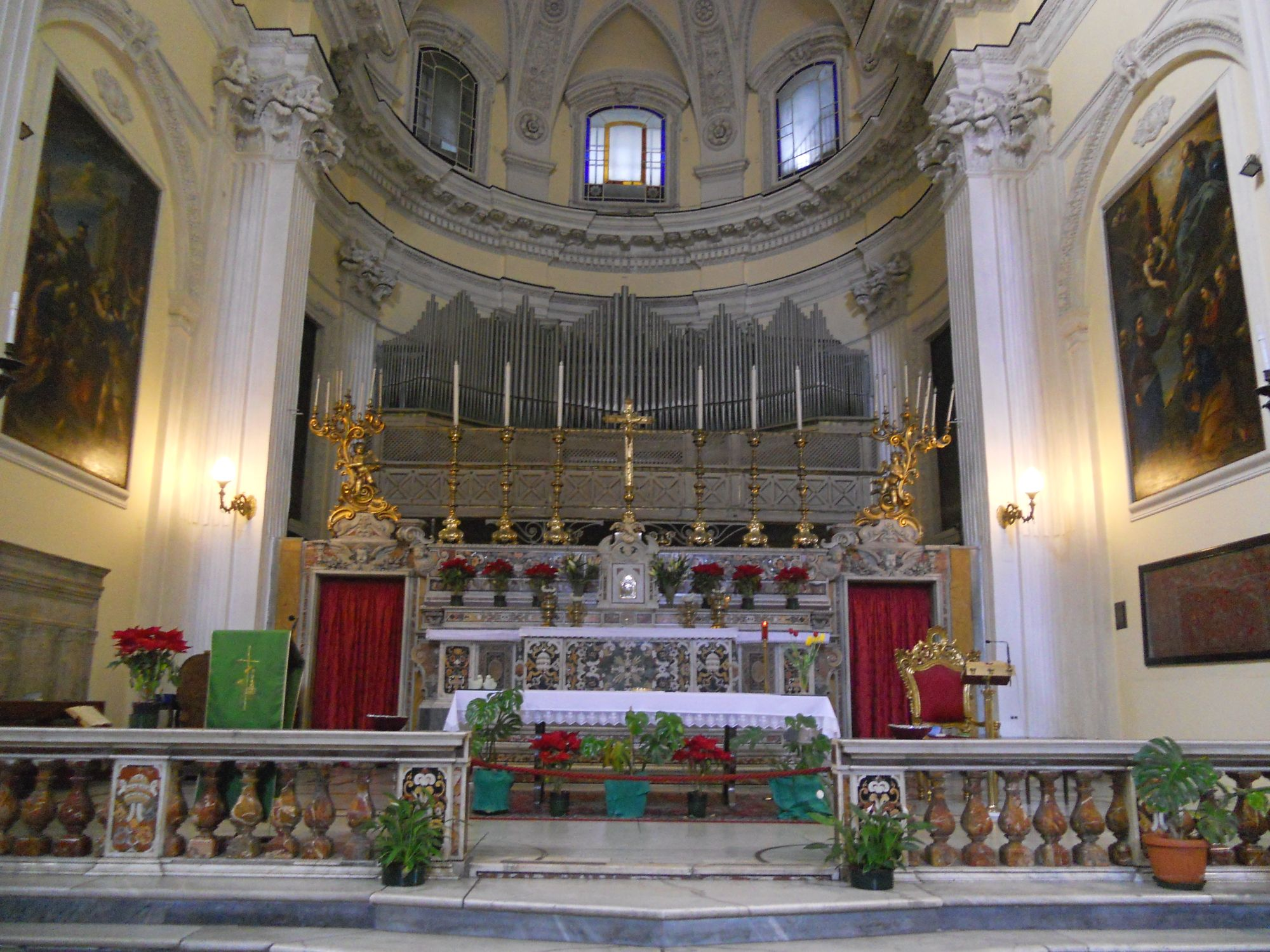
祭台

圣伯多禄圣殿（Basilica di San Pietro ad Aram）是一座罗马天主教宗座圣殿，位于意大利南部城市那不勒斯老城。
相传，该堂建立在圣伯多禄为最早的那不勒斯信徒施行洗礼的地点。目前的建筑建于1650-1690年，建筑师Pietro De Marino和Giovanni Mozzetta。立面为新古典主义建筑。